# Łukasz Sułkowski
Łukasz Sułkowski (ur. 18 września 1972) – polski profesor nauk ekonomicznych i humanistycznych specjalizujący się w naukach o zarządzaniu. Pracuje w Instytucie Spraw Publicznych Uniwersytetu Jagiellońskiego, był dyrektorem amerykańskiego programu Clark University w Społecznej Akademii Nauk, był wiceprzewodniczącym do spraw międzynarodowych oraz ekspertem do spraw jakości w Polskiej Komisji Akredytacyjnej. Pełni funkcję prezesa PCG Polska. Od 2022 roku Prorektor ds. Badań Naukowych i Rozwoju Kadr Akademii WSB.

## Życiorys
Łukasz Sułkowski ukończył I LO im. Mikołaja Kopernika w Łodzi, a następnie studia magisterskie na kierunku „Socjologia” na Uniwersytecie Łódzkim. W 1999 roku uzyskał stopień doktora nauk ekonomicznych, w 2003 doktora habilitowanego, a w 2010 tytuł profesora nauk ekonomicznych w Uniwersytecie Ekonomicznym we Wrocławiu. Następnie w 2014 roku otrzymał stopień doktora habilitowanego nauk humanistycznych na Uniwersytecie Jagiellońskim. Od roku 2006 pracuje na Wydziale Zarządzania i Komunikacji Społecznej Uniwersytetu Jagiellońskiego, gdzie kieruje Katedrą Zarządzania Instytucjami Szkolnictwa Wyższego. Zatrudniony od 1998 roku na stanowiskach: profesora, kierownika katedry, dyrektora, pełnomocnika rektora oraz prorektora w Społecznej Akademii Nauk, a wcześniej w Społecznej Wyższej Szkole Przedsiębiorczości i Zarządzania w Łodzi. Założyciel wraz z partnerami z USA programu międzynarodowego Clark University Branch Campus w Polsce (2004). Członek Polskiej Komisji Akredytacyjnej zespołu pracodawców, a od roku 2016 wybrany na Wiceprzewodniczącego PKA odpowiedzialnego za współpracę międzynarodową (2012–2017). W latach 2016/2017 uczestniczył w pracach komisji opiniującej wybór zespołów przygotowujących projekty „Ustawy 2.0”, szefował zespołowi doradców ds. umiędzynarodowienia szkolnictwa wyższego MNiSW oraz przygotowywał ekspertyzy do projektów „Akredytacje i certyfikacje międzynarodowe” Ministerstwa. Pracę zawodową rozpoczął na drugim roku studiów magisterskich w korporacjach międzynarodowych, a następnie firmach doradczych i szkoleniowych, na stanowiskach menedżerskich. W ciągu prawie dwudziestu lat pracy w polskich i międzynarodowych instytucjach akademickich zdobył rozległe doświadczenie lidera. W 2017 roku rozpoczął pracę na stanowisku Prezesa Zarządu Public Consulting Group stanowiącej część amerykańskiej korporacji specjalizującej się w konsultingu i wspomaganiu realizacji misji przez organizacje publiczne.

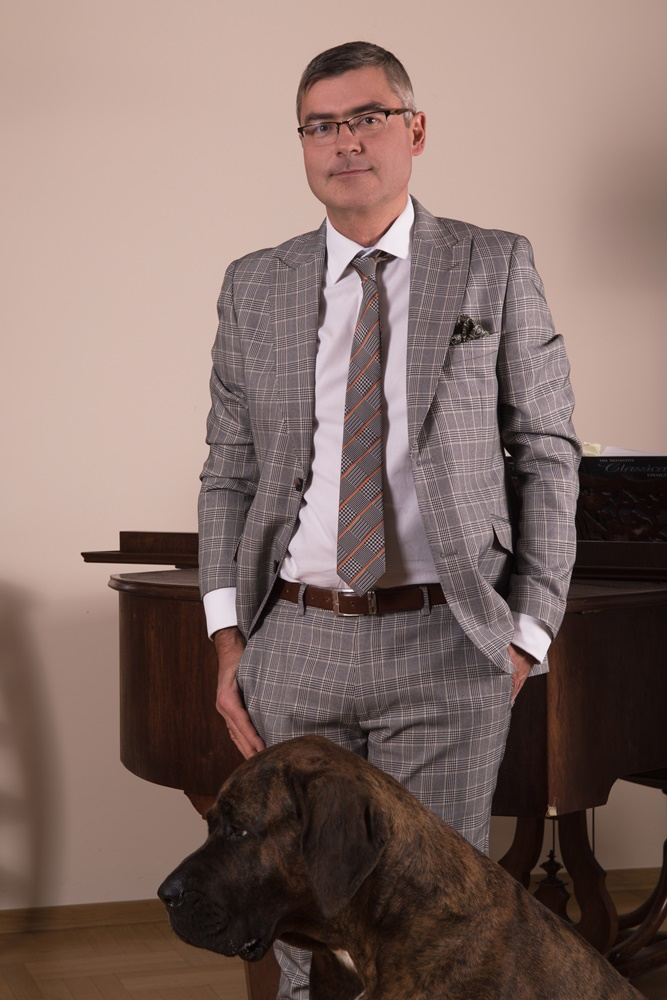
Profesor Łukasz Sułkowski z psem

## Działalność naukowa i akademicka
Kierownik Katedry Zarządzania Instytucjami Szkolnictwa Wyższego Uniwersytetu Jagiellońskiego, profesor Clark University oraz Społecznej Akademii Nauk. Od roku 2008 redaktor naczelny kwartalnika „Journal of Intercultural Management’” (DeGruyter). W latach 2004–2011 redaktor naczelny kwartalnika Komitetu Nauk Organizacji i Zarządzania Polskiej Akademii Nauk „Organizacja i Kierowanie”. Autor lub współautor ponad 300 publikacji, w tym 14 monografii, wydawanych m.in. w wydawnictwach takich jak Springer, Lexington, Palgrave, Emerald, Lang, PWN, PWE. Kierownik lub koordynator 16 grantów badawczych UE (m.in. VI PR, EQUAL), NCN, MNiSW, MNiI oraz KBN. Obecnie kieruje projektem „UNIFUT” University of the Future. Doskonalenie organizacyjne uczelni przyszłości” („Dialog” MNiSW). Członek 4 międzynarodowych stowarzyszeń badawczych (AAM, EURAM, IFERA, PGV). Od 2014 roku członek Komisji Zarządzania Kulturą i Mediami w Polskiej Akademii Umiejętności (PAU). Przewodniczący cyklicznych konferencji “Family Business. Zarządzanie firmami rodzinnymi” (7 edycji), “Intercultural Management. Zarządzanie międzykulturowe” (11 edycji). Promotor 14 rozpraw doktorskich obronionych na 5 uczelniach. Recenzent w kilkudziesięciu postępowaniach profesorskich, habilitacyjnych oraz doktorskich. Członek komitetów naukowych 9 czasopism międzynarodowych i krajowych oraz 6 rad naukowych konferencji. Laureat 15 nagród rektorskich na Uniwersytecie Jagiellońskim, w SAN, SWSPiZ oraz Clark University oraz innych nagród i odznaczeń (Złoty Krzyż Zasługi).

## Zainteresowania naukowe
- Zarządzanie instytucjami edukacji wyższej i nauki oraz zarządzanie publiczne,
- Teoria organizacji oraz epistemologia i metodologia zarządzania,
- Kultura organizacyjna i zarządzanie międzykulturowe,
- Zarządzanie przedsiębiorstwami rodzinnymi,
- Rozwój zasobów ludzkich i przywództwa,
- Marketing.

## Doświadczenia praktyczne w zarządzaniu
Posiada ponad 20 lat doświadczeń menedżerskich w działalności biznesowej oraz doradczej. Obecnie piastuje funkcję Prezesa Zarządu PCG Polska będącej spółką córką mającej centralę w Bostonie Public Consulting Group. Misją PCG są analiza, tworzenie i wdrażanie innowacyjnych rozwiązań analitycznych, zarządczych i informatycznych dla organizacji publicznych takich jak: szkoły, uczelnie, jednostki służby zdrowia i samorządy. W skład holdingu w Polsce wchodzą: PCG Polska (Warszawa), PCG Academia (Rzeszów), PCG Edukacja (Katowice) oraz PCG Health (Łódź). Łukasz Sułkowski rozpoczynał pracę od stanowisk kierowniczych w pionie marketingowym w firmach: Goplana, Nestle, Fazer, Polski Len w drugiej połowie lat 90. XX wieku. Następnie pracował na stanowisku Dyrektora ds. Marketingu w polsko-francuskiej spółce FPL Consultant. W kolejnych latach zajmował się zarządzaniem akademickim oraz współpracował z firmami doradczymi realizując szereg strategicznych projektów na rzecz: PARP, PTE, Ecorys, PKA, MNiSW (akredytacje międzynarodowe, raport na temat umiędzynarodowienia) oraz dla wielu przedsiębiorstw. Łukasz Sułkowski z delegacji ogólnopolskich organizacji pracodawców (BCC i Lewiatan) został dwukrotnie wybrany na członka Polskiej Komisji Akredytacyjnej oraz w obecnej kadencji na wiceprzewodniczącego ds. międzynarodowych. Zdobył również doświadczenie w zakresie zasiadania w radach nadzorczych i doradczych przedsiębiorstw oraz stowarzyszeń biznesowych.

## Działalność międzynarodowa
W 2004 roku utworzył pierwszy w Polsce program master double degree z amerykańskim Clark University, którego jest dyrektorem programowym do chwili obecnej. W ramach programu amerykański dyplom master uzyskało ponad 1000 absolwentów z 21 krajów. Od roku 2000 Łukasz Sułkowski pełni rolę koordynatora programów międzynarodowych w SAN (Erazmus+) tworząc sieć wymiany z ponad 100 instytucji akademickich oraz nadzorując realizację ponad 150 projektów UE. Pracuje również jako visiting profesor, prowadził wykłady i badania w kilkudziesięciu uniwersytetach na świecie m.in. Clark University, Universidad de Alcala, Universidad del Occidente, Universite de Grenoble, Temple University. Uczestniczył w realizacji 12 programów międzynarodowych finansowanych z funduszy Unii Europejskiej (m.in. VI Program Ramowy, EQUAL). Uczestniczy w pracach kilku międzynarodowych organizacji naukowych: American Academy of Management, International Family Enterprises Research Association, Reseau Pays du Groupe de Vysegrad (Komitet Sterujący) oraz European Academy of Management. Przedstawiciel polskich organizacji w akredytacjach i stowarzyszeniach międzynarodowych m.in. NCFMEA, ENQA, NEASC, CEEMAN, FEDE.

## Życie prywatne
Żona – Joanna Sułkowska jest doktorem nauk medycznych, specjalistą otolaryngologiem i Dyrektorem NZOZ „Medkos”. Jest ojcem trójki dzieci: Igi, Juliana i Adama. Mieszka w Łodzi. Pasje Łukasza Sułkowskiego to: podróże, nauka języków oraz popularyzacja nauki.

## Publikacje
Łukasz Sułkowski jest autorem lub współautorem ponad 300 publikacji naukowych z zakresu zarządzania i teorii organizacji z lat 1999–2017. Obejmują one: monografie, publikacje w czasopismach międzynarodowych i krajowych oraz rozdziały w pracach zbiorowych w języku polskim, angielskim i francuskim.

### Monografie
- Sułkowski, Łukasz (2017), Fuzje uczelni. Czy w szaleństwie jest metoda, Warszawa: Wydawnictwo Naukowe PWN, ISBN 978-83-01-19702-5.
- Sułkowski, Łukasz (2016), Kultura akademicka. Koniec utopii, Warszawa: Wydawnictwo Naukowe PWN, ISBN 978-83-01-18524-4.
- Sułkowski, Łukasz, Chmielecki, Michał (red.) (2017), Metaphors in Management – Blend of Theory and Practice, Series: New Horizons in Management Sciences, Volume 5, Frankfurt am Main: Peter Lang International, ISSN 2194-153X (online), ISBN 978-3-631-71611-3 (druk)
- Sułkowski, Łukasz (red.) (2013), Epistemology of Management, Series: New Horizons in Management Sciences, Volume 2, Frankfurt am Main: Peter Lang International, ISBN 978-3-631-64013-5.
- Sułkowski, Łukasz (2012), Epistemologia i metodologia zarządzenia, Warszawa: Polskie Wydawnictwo Ekonomiczne (PWE), ISBN 978-83-208-2027-0.
- Sułkowski, Łukasz (2012), Neodarwinism in Organization and Management, Series: New Horizons in Management Sciences, Volume 1, Frankfurt am Main: Peter Lang International, ISBN 978-3-631-63750-0.
- Sułkowski, Łukasz (2009), Firmy rodzinne – jak osiągnąć sukces w sztafecie pokoleń, Warszawa: Wydawnictwo Poltext, ISBN 978-83-7561-185-4.

### Rozdziały i artykuły naukowe
- Sułkowski, Łukasz (2017), The Culture of Control in the Contemporary University, [w:] The Future of University Education, Izak, Michał, Kostera, Monika, Zawadzki, Michał (red.), seria: Palgrave Critical University Studies, s. 85–108, Cham: Springer International Publishing, ISBN 978-3-319-46893-8.
- Sułkowski, Łukasz (2017), Social Capital, Trust and Intercultural Interactions, [w:] Intercultural Interactions in the Multicultural Workplace. Traditional and Positive Organizational Scholarship, Rozkwitalska, Małgorzata, Sułkowski, Łukasz, Magala, Slawomir (red.), s. 155–171, Cham: Springer International Publishing, ISBN 978-3-319-39770-2.
- Sułkowski, Łukasz, Chmielecki, Michał (2017), Application of Neuroscience in Management, [w:] Neuroeconomic and Behavioral Aspects of Decision Making: Proceedings of the 2016 Computational Methods in Experimental Economics (CMEE) Conference, Nermend, Kesra, Łatuszyńska, Małgorzata (red.), s. 49–62, Cham: Springer International Publishing, ISBN 978-3-31962937-7.
- Sułkowski, Łukasz, Chmielecki, Michał (2017), Positive Cross-Cultural Scholarship Research,, [w:] Intercultural Interactions in the Multicultural Workplace. Traditional and Positive Organizational Scholarship, Rozkwitalska, Małgorzata, Sułkowski, Łukasz, Magala, Slawomir (red.), s. 19–35, Cham: Springer International Publishing, ISBN 978-3-319-39770-2.
- Sułkowski, Łukasz (2017), Understanding Organizational Intercultural Interactions in Corporations, [w:] Intercultural Interactions in the Multicultural Workplace. Traditional and Positive Organizational Scholarship, Rozkwitalska, Małgorzata, Sułkowski, Łukasz, Magala, Slawomir (red.), s. 3–17, Cham: Springer International Publishing, ISBN 978-3-319-39770-2.
- Sułkowski, Łukasz, Kaczorowska–Spychalska Dominika (2016), Management of Enterprise of the Future in the Ecosystem of the Internet of Things, [w:] Advances in Ergonomics of Manufacturing: Managing the Enterprise of the Future, Schlick, Christopher Marc, Trzcieliński, Stefan (red.), s. 179–191, Cham: Springer International Publishing, ISBN 978-3-319-41696-0 (druk), ISBN 978-3-319-41697-7 (online)
- Rozkwitalska, Malgorzata, Chmielecki, Michał, Przytuła, Sylwia, Sułkowski, Łukasz, Basińska, Beata, Aleksandra (2017), Intercultural interactions in multinational subsidiaries: employee accounts of „The dark side” and „The bright side” of Intercultural contacts, [w:] Baltic Journal of Managenemt, Volume 12, Issue 2, s. 214–239, Emerald Group Publishing Limited, ISSN 1746-5265.
- Chmielecki, Michał, Sułkowski, Łukasz (2017), Goal vs. Relationship-Based Approach. A Comparative Study between American, Chinese, and Polish Negotiators, [w:] Approaches to conflict. Theoretical, Interpersonal, and Discursive Dynamics, Barbara Lewandowska-Tomaszczyk, Paul A. Wilson, Stephen M. Croucher, Lexington Books (red.), s. 93–110, London: Lexington Books, ISBN 978-8-1-4985-3545-8.
- Raczkowski, Konrad, Sułkowski, Łukasz, Fijałkowska, Justyna (2016), Comparative Critical Review of Corporate Social Responsibility Business Managenent Models, [w:] International Journal of Contemporary Management, Volume 15, Number 2/2016, s. 123–150, Kraków: Wydawnictwo Uniwersytet Jagielloński Wydział Zarządzania i Komunikacji Społecznej, ISSN 2449-8920, ISSN 1643-5494.
- Sułkowski, Łukasz (2013), Paradygmaty nauk o zarządzaniu, [w:] International Journal of Contemporary Management Quarterly 2/2013, Wydanie I, Kożuch, Barbara (red.), s. 17–26, Kraków: Wydawnictwo Uniwersytet Jagielloński, Wydział Zarządzania i Komunikacji Społecznej, ISSN 1643-5494.
- Sułkowski, Łukasz (2012), Meta-paradigmatic Cognitive Perspective in Management Studies, [w:] Argumenta Oeconomica, Tom 22, nr 2, s. 33–51, Wrocław: Wydawnictwo Uniwersytetu Ekonomicznego we Wrocławiu, ISSN 1233-5835.
- Sułkowski, Łukasz (2014), From Fundamentalistic to Pluralistic Epistemology of Organizational Culture, [w:] Tamara – Journal of Critical Organization Inquiery, Volume 12, Issue 4, 12/2014, s. 59–77, Wydawnictwo Koźmiński University, ISSN 1532-5555.
- Sułkowski, Łukasz (2012), Organizational Culture and the Trend of Critical Management Studies,, [w:] Journal of Intercultural Management, Tom 4, Nr 1/2012, s. 91–101, Łódź: Wydawnictwo Społeczna Akademia Nauk, ISSN 2080-0150.
- Sułkowski, Łukasz (2014), The functionalist understanding of culture in management,, [w:] Organizacja i Kierowanie, nr 1B (160)/2014, Cyfert, Szymon (red.), s. 25–36, Warszawa: Wydawnictwo Komitet Nauk Organizacji i Zarządzania Polskiej Akademii Nauk PAN, Szkoła Główna Handlowa w Warszawie, ISSN 0137-5466.
- Sułkowski, Łukasz (2013), Metodologia zarządzania – od fundamentalizmu do pluralizmu, [w:] Podstawy metodologii badań w naukach o zarządzaniu, Wydanie II rozszerzone i uaktualnione, Czakon, Wojciech (red.), s. 26–46, Warszawa: Wolters Kluwer, ISBN 978-83-264-4503-3.
- Sułkowski, Łukasz (2013), Paradygmaty i teorie w naukach o zarządzaniu, [w:] Podstawy metodologii badań w naukach o zarządzaniu – wydanie II rozszerzone i uaktualnione, Czakon, Wojciech (red.), s. 268–290, Warszawa: Wolters Kluwer, ISBN 978-83-264-4503-3.
- Sułkowski, Łukasz (2009), Interpretative Approach in Management Sciences, [w:] Argumenta Oeconomica, nr 2(23)/2009, s. 127–149, Wrocław: Wydawnictwo Uniwersytetu Ekonomicznego we Wrocławiu, ISSN 1233-5835.
- Sułkowski, Łukasz, Seliga, Robert (2009), Application of Marketing Communication in the Work of General Practitioners, [w:] Clinical and Experimental Medical Letters, Vol. 50, Supl. A 2009, Okoński, Piotr (red.), s. 15, Warszawa: Wydawnictwo Medycyna Plus, e-ISSN 2329-0072.

### Redakcje naukowe
- Rozkwitalska, Małgorzata, Sułkowski, Łukasz, Magala, Slawomir (red.) (2017), Intercultural Interactions in the Multicultural Workplace. Traditional and Positive Organizational Scholarship, Cham: Wydawnictwo Springer International Publishing, ISBN 978-3-319-39770-2.
- Sułkowski, Łukasz (red.) (2016), Management and Culture of the University, Series: New Horizons in Management Sciences, Volume 6, Frankfurt am Main: Peter Lang International, ISBN 978-3-631-71804-9.
- Raczkowski, Konrad, Sułkowski, Łukasz (red.) (2014), Tax Management and Tax Evasion, Series: Horizons in Management Sciences, Volume 4, Frankfurt am Main: Wydawnictwo Peter Lang International, ISBN 978-83-631-65190-2.
- Sułkowski, Łukasz, Ignatowski, Grzegorz (red.) (2017), Komunikacja i zarządzanie międzykulturowe. Współczesne wyzwania prawno-organizacyjne, Warszawa: Wydawnictwo Difin, ISBN 978-83-8085-497-0.
- Sułkowski, Łukasz, Kożuch, Barbara (red.) (2015), Instrumentarium zarządzania publicznego, Warszawa: Difin, ISBN 978-83-7930-739-5.
- Otto, Jacek, Sułkowski, Łukasz (red.) (2014), Metody zarządzania marketingowego, Warszawa: Wydawnictwo Difin, ISBN 978-83-7930-541-4.
- Sułkowski, Łukasz, Sikorski, Czesław (red.) (2014), Metody zarządzania kulturą organizacyjną, Wydawnictwo Difin, ISBN 978-83-7930-551-3.